# Almere
Almere là một thành phố ở miền Nam của tỉnh Flevoland (Hà Lan).
Dân số của thành phố này có 188.209 người (1 Tháng một năm 2010, nguồn: CBS).
Ranh giới Almere giáp các đô thị Zeewolde và Lelystad và những hồ: Gooimeer, IJmeer và Markermeer. 
Toàn thành phố ở dưới mực nước biển (2-5 mét).
Almere hiện nay phát triển như là một thành phố lớn nhất trong tỉnh Flevoland và là một trong 10 thành phố lớn nhất của Hà Lan và cũng là một trong những thành phố phát triển nhanh nhất ở Hà Lan.

## Các quận
Thành phố Almere gồm có các quận:
- Almere Stad
- Almere Haven
- Almere Buiten
- Almere Hout
- Almere Poort
- Almere Pampus (đang xây dựng)

## Các tòa nhà nổi tiếng ở Almere
Almere nổi tiếng với những công trình kiến trúc của thành phố như:
- Almere Citadel là một tòa nhà đa chức năng (siêu thị Trung tâm, nhà hàng, tiệm cafe, nhà ở, bãi đậu xe..) đã được giải thưởng về kiến trúc của Thành phố này.
- La Defense (Almere) là khu Trung tâm tài chính của Almere
- Khu điền trang Hagevoort
- Trung tâm thời trang Almere 'Ufo' ở đường A6 thuộc vùng đất khu nhà máy Veluwezoom.
- Schouwburg Almere - Nhà hát Almere
- Silverline - Tòa nhà cao ốc (tháp) tại trung tâm của thành phố Almere
- The Wave - Tòa nhà chung cư cao cấp
- Kasteel Almere - một lâu đài chưa hoàn thành dọc theo đường A6.
- Golvend Land - Tòa nhà cao ốc (tháp) có phía sau là những tòa nhà tháp nhỏ hơn
- Schaapskooi Vroege Vogelbos  - Công trình xây dựng được giải quốc tế của Almere
- Panoramique - tòa nhà cao ốc(tháp) ở [Eilandenbuurt.
- Rooie Donders - tòa nhà tháp ở Regenboogbuurt.
- Towerhouses-  Khu nhà hình tròn màu vàng ở Regenboogbuurt.
- Museum De Paviljoens - Viện bảo tàng